# Giovanni Battista Cassana
Pour les articles homonymes, voir Cassana.
Ne doit pas être confondu avec Giovanni Battista Cassano.
Giovanni Battista Cassana (Gênes,1668 - 1738)  est un peintre italien baroque à la fin du XVIIe et au début du XVIIIe siècle.

## Biographie
Giovanni Battista Cassana était le fils et élève de Giovanni Francesco et frère cadet de Giovanni Agostino et Nicolo Cassana.Il a peint surtout des fruits, des fleurs et des natures mortes.